# Russe (lapin)
Pour les articles homonymes, voir Russe (homonymie).
Le russe est une race de lapin domestique de petite taille. Elle est appelée lapin himalayen (Himalayan) dans les pays anglophones. Le grand russe, race sélectionnée en France, est une race proche de grande taille.

## Description

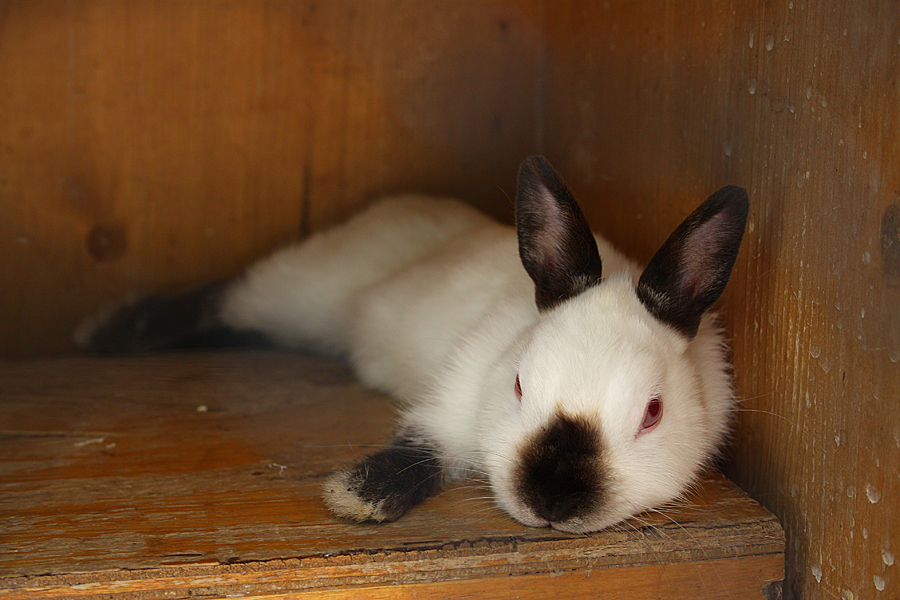
Lapereau russe.

Le russe est une petite race de lapins. Il pèse environ 2,25 kg, avec une carrure légèrement trapue, son poids ne devant pas excéder 2,70 kg. Le lapin russe a un pelage blanc pur et dense, des yeux rouges et des oreilles, des pattes, un museau (masque) de couleur. Ces couleurs sont le noir et le bleu ; certains pays reconnaissant aussi le havane. Les oreilles sont droites, effilées, courtes et serrées l'une contre l'autre.
Les formules génétiques reconnues sont :
- noir : anBCDg (symbolique allemande) ou aBchDE (symbolique anglaise) ;
- bleu : anBCdg (symbolique allemande) ou aBchdE (symbolique anglaise).

## Histoire
Le russe est une race de lapins parmi les plus anciennes. Il existe des sources selon lesquelles il aurait été élevé comme animal sacrificiel en Asie il y a des siècles, mais elles ne sont pas étayées par textes fiables dans la littérature (Darwin écrit que Confucius a déclaré que ce lapin était un animal digne d'être sacrificié aux dieux, mais il le fait de manière indirecte. Cependant, Confucius ne peut pas avoir connu ce lapin de compagnie, car il n'était pas encore domestiqué de son vivant et la forme sauvage n'existait pas en Chine. Si la citation attribuée est correcte, elle peut faire référence à une autre race de lièvre).
À ce sujet, Joppich cite « des notes du doyen allemand de l'élevage de lapins, Paul Waser » sans plus de détails. Parce que le lapin ne se trouve pas à l'état sauvage en Asie, ces récits sont considérés comme des légendes dans la littérature récente. Il n'en est pas fait mention dans le Cours d'agriculture de l'abbé Rozier (1809). Divers noms ont été donnés au lapin russe dans la littérature ancienne, notamment lapin sibérien, chinois, égyptien, polonais et lapin Windsor.
La première description de cette race en Europe date de 1854 en France par le vétérinaire Simon Mariot-Didieux. Il fait état du lapin blanc de Chine à poil ras et à yeux rouges, dont « un grand nombre de sujets ont le bout des pattes et la bout du nez noir. » Il est décrit en 1857 en Angleterre : Charles Darwin écrit dans sa Variation des animaux et des plantes par la domestication : « Two life rabbits were brought to me from Moscow, of about the size of the wild species, but with long soft fur, different from that of the Angora. These Moscow rabbits had pink eyes and were snow-white, excepting the ears, two spots near the nose, the upper and under surface of the tail and the hinder tarsi which were blackish-brown, In short they were coloured nearly like the so-called Himalayan rabbits, presently to be described and different to them only in the character of their fur. » Traduction: Deux lapins vivants m'ont été apportés de Moscou, à peu près de la taille de l'espèce sauvage, mais avec une fourrure longue et douce, différente de celle de l'angora. Ces lapins de Moscou avaient les yeux roses et étaient blancs comme neige, à l'exception des oreilles, de deux taches près du nez, de la surface supérieure et inférieure de la queue et des tarses postérieurs qui étaient brun noirâtre. En bref, ils étaient colorés presque comme les lapins appelés lapins de l'Himalaya, actuellement à décrire et différents d'eux uniquement par le caractère de leur fourrure.
Originaire de la Chine, la race aurait été transportée en Russie, puis en Pologne et ailleurs en Europe. Mariot-Didieux donne le prix de la peau de ce lapin, soit 1,50 F pièce. « C'est celle qui imite le mieux l'hermine, d'où sa désignation de fausse hermine. »
Eugène Meslay décrit cette race dans son ouvrage intitulé Les Races de lapins (1900), ainsi que dans un article de 1912 publié dans Lapins et Cobayes et intitulé « Provenance du lapin russe ».